# عبدالله عبدی‌نسب
عبدالله عبدی نسب (زاده ۱۳۵۴ در تهران) عکاس ومدیر فیلم‌برداری ایرانی است. عبدالله عبدی نسب دارنده مدرک تحصیلی دیپلم است از سال ۱۳۶۸ ساخت چند فیلم کوتاه ۸ میلیمتری را تجربه کرد و از سال ۱۳۷۶ به صورت حرفه‌ای در سینما و تلویزیون مشغول به کار شد. در ابتدا با دستیار تصویربرداری کارش را شروع کرد و از همان زمان عکاسی فیلم را تجربه کرد و بعد از مدتی به کار عکاسی فیلم روی آورد و چند کار کوتاه را تصویربرداری کردو سپس به عنوان مدیر فیلمبرداری مشغول به فعالیت شد.

## مجموعه تلویزیونی
| نام فیلم                       | سال تولید | کارگردان       |
| ------------------------------ | --------- | -------------- |
| موج و صخره                     | ۱۳۸۹–۱۳۹۰ | مجید صالحی     |
| چاه پنجاه                      | ۱۳۹۱      | اصغر هاشمی     |
| شاید برای شما هم اتفاق بیفتد   | ۱۳۹۳      | مسعود رشیدی    |
| قصه‌های تبیان                   | ۱۳۹۵      |                |
| شاهد مجموعه روزهای بهتر        | ۱۳۹۷      | محمد کرمانشاهی |
| شکوه یک زندگی                  | ۱۳۹۶      | رضا بهشتی      |
| افسانه هزارپایان               | ۱۳۹۶      | شهاب عباسی     |
| دریادلان                       | ۱۳۹۲      | سامان سالور    |
| خوب بد زشت (مجموعه تلویزیونی)  | ۱۳۹۳      | منوچهر هادی    |
| ماه و پلنگ                     | ۱۳۹۵      | احمد امینی     |
| آنام (مجموعه تلویزیونی)        | ۱۳۹۶      | جواد افشار     |
| ستایش۳                         | ۱۳۹۸      | سعید سلطانی    |
| روزهای ابدی (مجموعه تلویزیونی) | ۱۳۹۹      | جواد شمقدری    |

## فیلم‌های سینمایی
| نام فیلم             | کارگردان          |
| -------------------- | ----------------- |
| غریب                 | محمدحسین لطیفی    |
| تلخون                | علیرضا امینی      |
| همان روز             | علیرضا امینی      |
| ۱۲ روی ۸             | کامران قدکچیان    |
| ترس و لرز            | محمدرضا اعلامی    |
| گمشدگان              | محمدرضا اعلامی    |
| آوای نقاره‌ها         | جواد مزدآبادی     |
| خانه کاغذی           | جواد مزدآبادی     |
| خانه مادربزرگ        | مهرداد متولی      |
| آواز دهل             | مهرداد متولی      |
| شاصنم                | تینوش نظمجو       |
| میش                  | مجید صالحی        |
| دیو و دلبر           | وحید نیکخواه      |
| برگ و باد            | جواد افشار        |
| سفر بخیر مادر        | مسعود رشیدی       |
| دره شیرهای سنگی      | فرزاد اسدزاده     |
| خانه خوشبخت          | امیر رازی         |
| دریادل               | سامان سالور       |
| تنها                 | داوود بیدل        |
| هدیه                 | امیراحمد انصاری   |
| آخرین برگشتی         | امیر احمد انصاری  |
| ماه تی تی            | حسینعلی لیالستانی |
| بروا                 | پرنیا کاظم پور    |
| در دنیای من          | پرنیا کاظم پور    |
| حکم تیر              | رحیم بهبودی فر    |
| یک دزد و ۴بچه        | لادن شهپریان      |
| به نام مادر          | محمدتقی راوندی    |
| سفر بخصوص            | محمدتقی راوندی    |
| شهر فرشتگان          | محمدتقی راوندی    |
| چهار حرفی            | جمشید محمودی      |
| کورگره               | جمشید محمودی      |
| قلبها باخبر از عاطفه | جمشید محمودی      |
| یابانجی              | محمد کرمانشاهی    |
| آبی گاهی آسمان       | پرند زاهدی        |
| اجباری               | حمیدرضا رفاهی     |

## عکاس سینمایی
- آتشکار (۱۳۸۶)
- استشهادی برای خدا (۱۳۸۶)
- تسویه حساب (۱۳۸۶)
- حقیقت گمشده (۱۳۸۶)
- دایره زنگی (۱۳۸۶)
- پسران آجری (۱۳۸۵)
- رامی (۱۳۸۵)
- سرگیجه (۱۳۸۵)
- گرگ و میش (۱۳۸۵)
- جایی در دوردست (۱۳۸۴)
- رستگاری در ۲۰/۸ دقیقه (۱۳۸۳)
- الهه زیگورات (۱۳۸۲)
- بر بوم زمان (اپیزود اول) (۱۳۸۲)
- بر بوم زمان (اپیزود دوم) (۱۳۸۲)
- جنایت (۱۳۸۲)
- داستان ناتمام (۱۳۸۲)
- ملاقات با طوطی (۱۳۸۲)
- صورتی (۱۳۸۱)
- رخساره (۱۳۸۰)
- زمانه (۱۳۸۰)
- زیستن (۱۳۸۰)
- نفس عمیق (۱۳۸۰)
- دختران انتظار (۱۳۷۸)

## عکاس سریال تلویزیونی
- آژانس دوستی
- راه سوم
- کاشانه
- گل من گلی
- سوانح العشاق
- حجر بن عدی
- دردسرهای والدین
- نقطه چین
- در چشم باد

## جایزه‌ها
- سیمرغ بلورین بهترین عکاسی بیست وششمین جشنواره فیلم فجر را برای مجموعه عکسهای فیلم جایی در دوردست به کارگردانی خسرو معصومی[۱۰][۱۱]
- تندیس یاس زرین بهترین فیلمبرداری فیلم هدیه سومین جشنواره بین‌المللی فیلم ویدیویی یاس[۱۲]
- کاندید دریافت تندیس عکس چهاردهمین جشن سینمای ایران[۱۳]